# هوغو سارمينتو
هوغو سارمينتو (بالإسبانية: Hugo Sarmiento)‏ هو لاعب كرة قدم هندوراسي في مركز الوسط، ولد في 25 أبريل 1978 في سان بيدرو سولا في هندوراس. لعب مع نادي سان لويس.